# كوينتون روس
كوينتون روس (بالإنجليزية: Quinton Ross)‏ مواليد 30 أبريل 1981 في دالاس، هو لاعب كرة سلة أمريكي بدأ مسيرته الاحترافية في سنة 2003. يبلغ طوله 6 قدم 6 بوصة (2.0 م). اعتزل اللعب في 2013.

## فرق لعب لها
- لوس أنجلوس كليبرز
- ميمفيس غريزليس
- دالاس مافيريكس
- واشنطن ويزاردز
- بروكلين نتس

## إحصائيات المسيرة

### الموسم الاعتيادي
| السنة   | الفريق            | لعب | بدأ | دقيقة | ميداني% | ثلاثية | حرة  | ارتداد | صنع | استلاب | تصدي | نقطة |
| ------- | ----------------- | --- | --- | ----- | ------- | ------ | ---- | ------ | --- | ------ | ---- | ---- |
| 2004–05 | لوس أنجلوس كليبرز | 78  | 19  | 21.3  | .432    | .250   | .673 | 2.7    | 1.4 | .7     | .3   | 5.1  |
| 2005–06 | لوس أنجلوس كليبرز | 67  | 45  | 22.6  | .422    | .000   | .760 | 2.5    | 1.2 | .8     | .2   | 4.7  |
| 2006–07 | لوس أنجلوس كليبرز | 81  | 43  | 21.0  | .467    | .200   | .782 | 2.3    | 1.1 | .9     | .4   | 5.2  |
| 2007–08 | لوس أنجلوس كليبرز | 76  | 44  | 19.8  | .391    | .429   | .667 | 2.3    | 1.2 | .6     | .4   | 4.1  |
| 2008–09 | ميمفيس غريزليس    | 68  | 7   | 17.1  | .382    | .375   | .810 | 1.9    | .7  | .5     | .2   | 3.9  |
| 2009–10 | دالاس مافيريكس    | 27  | 7   | 11.1  | .411    | .231   | .625 | 1.0    | .3  | .3     | .1   | 2.0  |
| 2009–10 | واشنطن ويزاردز    | 25  | 0   | 10.4  | .309    | .125   | .500 | .9     | .2  | .2     | .1   | 1.5  |
| 2010–11 | بروكلين نتس       | 36  | 4   | 9.8   | .441    | .000   | .357 | .8     | .3  | .1     | .2   | 1.6  |
| المسيرة |                   | 458 | 169 | 18.5  | .419    | .318   | .711 | 2.1    | .9  | .6     | .3   | 4.1  |

### التصفيات
| السنة   | الفريق            | لعب | بدأ | دقيقة | ميداني% | ثلاثية | حرة  | ارتداد | صنع | استلاب | تصدي | نقطة |
| ------- | ----------------- | --- | --- | ----- | ------- | ------ | ---- | ------ | --- | ------ | ---- | ---- |
| 2006    | لوس أنجلوس كليبرز | 12  | 10  | 24.5  | .534    | .000   | .875 | 2.7    | .8  | .6     | .7   | 7.7  |
| المسيرة |                   | 12  | 10  | 24.5  | .534    | .000   | .875 | 2.7    | .8  | .6     | .7   | 7.7  |

## روابط خارجية
- كوينتون روس على موقع إن بي أي (الإنجليزية)
- كوينتون روس على موقع سبورتس رفرنس (الإنجليزية)
- كوينتون روس على موقع كرة السلة الأوروبية.كوم (الإنجليزية)
- كوينتون روس على موقع كلية كرة السلة في سبورتس رفرنس.كوم (الإنجليزية)
- كوينتون روس على موقع ريلجم (الإنجليزية)
- كوينتون روس على موقع بروبوليرز (الإنجليزية)
- كوينتون روس على موقع سبورتس رفرنس (الإنجليزية)
- كوينتون روس على موقع سبورتس رفرنس (الإنجليزية)